# Панесар, Сурджит Сингх
Сурджит Сингх Панесар (англ. Surjeet Singh Panesar, 6 января 1940 или 24 июня 1938, Найроби — 6 ноября 2019, Найроби) — кенийский хоккеист (хоккей на траве), нападающий.

## Биография
Сурджит Сингх Панесар родился 6 января 1940 года в кенийском городе Найроби.
Играл в хоккей на траве за «Симба Юнион» из Найроби.
В 1960 году вошёл в состав сборной Кении по хоккею на траве на Олимпийских играх в Риме, занявшей 7-е место. Играл на позиции нападающего, провёл 6 матчей, забил 1 мяч в ворота сборной Австралии.
В 1964 году вошёл в состав сборной Кении по хоккею на траве на Олимпийских играх в Токио, занявшей 6-е место. Играл на позиции нападающего, провёл 8 матчей, забил 1 мяч в ворота сборной Пакистана.
В 1968 году вошёл в состав сборной Кении по хоккею на траве на Олимпийских играх в Мехико, занявшей 8-е место. Играл на позиции нападающего, провёл 10 матчей, забил 3 мяча (по одному в ворота сборных Нидерландов, Аргентины и Австралии).
В 1972 году вошёл в состав сборной Кении по хоккею на траве на Олимпийских играх в Мюнхене, занявшей 13-е место. Играл на позиции нападающего, провёл 7 матчей, забил 2 мяча в ворота сборной Новой Зеландии.